# Fix (Brauerei)
Die Brauerei Fix (griechisch Φιξ) wurde 1864 von Johann Karl Fix in Athen gegründet und war die erste Großbrauerei Griechenlands. Rund 30 Jahre zuvor hatte dessen Vater in Griechenland mit dem Bierbrauen begonnen. Als Hoflieferant des griechischen Königs konnte das Unternehmen rund 100 Jahre lang eine monopolartige Stellung am griechischen Markt behaupten. Nach dem Konkurs der Firma 1983 und mehreren gescheiterten Wiederbelebungsversuchen wird seit 2009 Fix-Bier wieder in einer eigenen Brauerei gebraut. Maßgeblich hierfür ist die für Mittelmeerländer relativ hohe Beliebtheit von Bier im Land.

## Geschichte

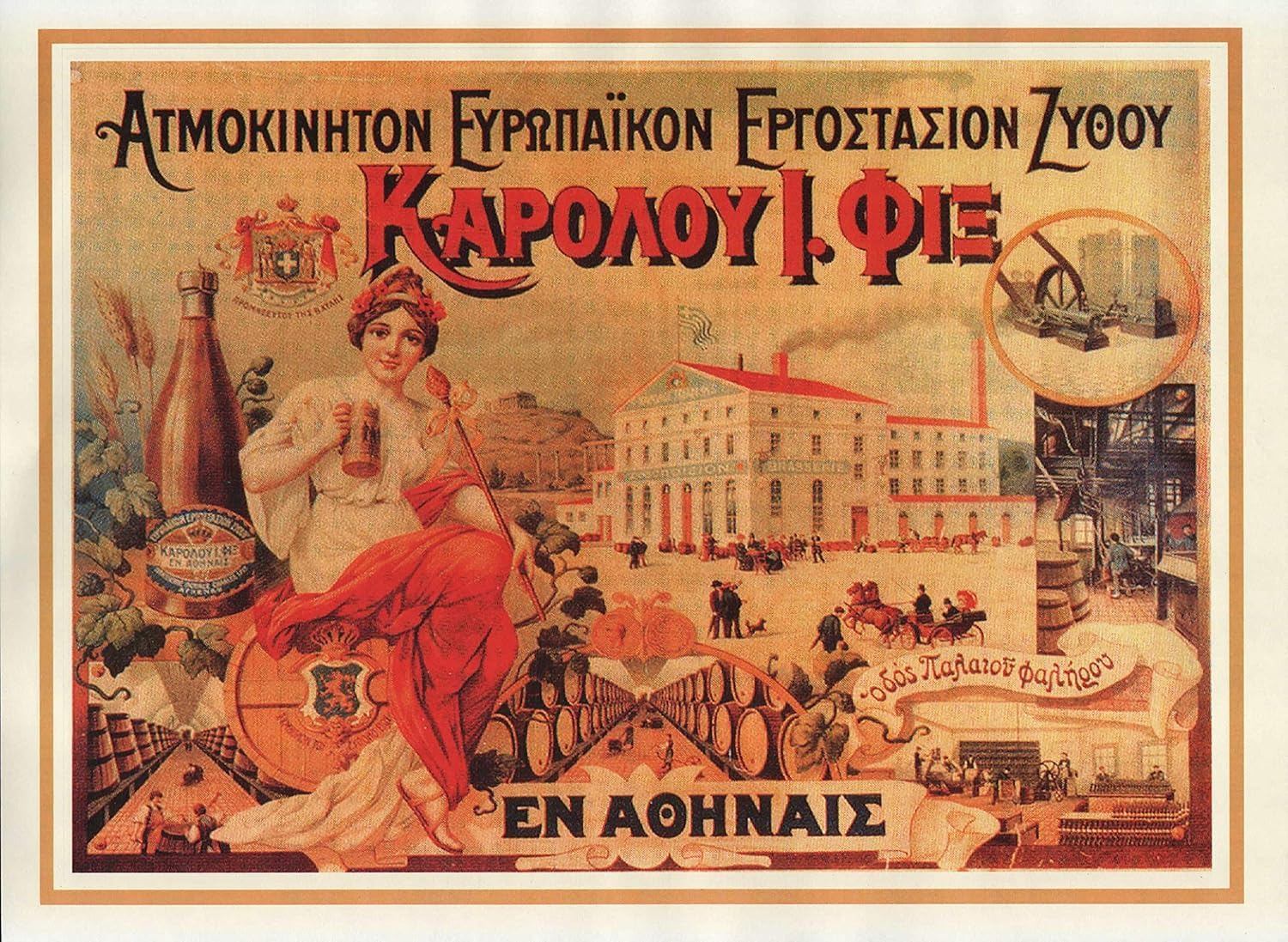
Werbung aus dem 19. Jahrhundert

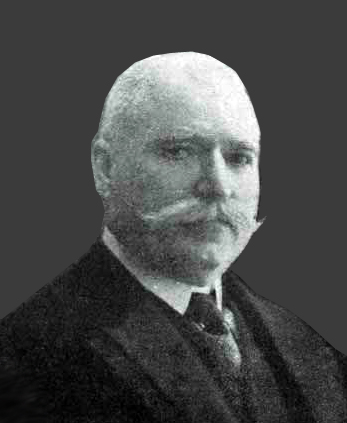
Karl Johann Fix (Karolos Ioannou Fix), der Sohn von Johann Ludwig Fix

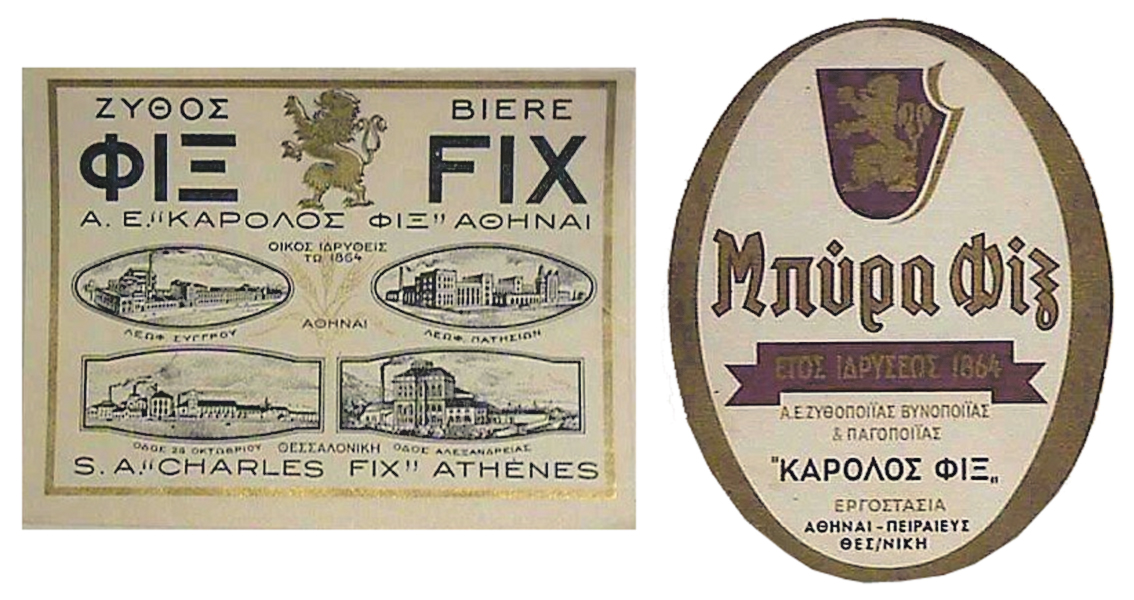
Etiketten bis Ende der 1920er Jahre mit einem Löwen als Logo. Bemerkenswert ist die in Griechenland unübliche Frakturschrift und das damals unübliche weil volkssprachliche Wort Birra

### Biergenuss im jungen griechischen Staat
Adolph von Schaden berichtete 1833 in einem Handbuch für bayerische Griechenland-Auswanderer von der Beliebtheit des nach Griechenland exportierten britischen Porter-Biers in griechischen Adelskreisen. Außerdem wurde 1833 Bier aus Neapel nach Griechenland exportiert. Vor der Revolution habe es erste erfolgreiche Versuche durch einen armenischen Brauer im arkadischen Tripolis gegeben. In einer Anmerkung prophezeite Schaden einer Bierproduktion in Griechenland gute wirtschaftliche Erfolge und empfahl namentlich Joseph Pschorr, einen seiner Söhne zum Aufbau einer Brauerei nach Griechenland zu entsenden.

### Gründung der Athener Brauerei
Der Vater des Brauereigründers, Johann Adam Fix, ein Bergmann aus Edelbach im Spessart, war dem Ruf König Ottos nach Griechenland gefolgt und hatte sich – wie andere Bayern auch – in der unweit Athens gelegenen Siedlung Iraklion niedergelassen. Er war für die Organisation der Minen in Kymi auf Euböa zuständig. Seinen Sohn Johann Georg hatte er zusammen mit der Mutter zunächst zurücklassen müssen. Als Johann Georg im Alter von zwanzig Jahren seinem Vater nachreiste, holte dieser ihn in Piräus ab; wurde aber auf der Heimreise von Räubern ermordet. Nach dem Überfall rettete sich Johann Georg Fix nach Iraklion, blieb dann dort. Er importierte Bierfässer aus Bayern. bis er eine kleine Brauerei im Athener Viertel Kolonaki gründete. Das angeschlossene Brauhaus wurde ein zentraler Ort des gesellschaftlichen Lebens der bayerischen Athener. Josef von Ow, der 1837–39 in Diensten des Athener Königshofs stand, schrieb in seinen Erinnerungen:

„Die bairischen Landsleute haben Gesellschaft unter sich. – Ein Bräuhaus ist in Athen seit zwei Jahren in Betriebe und wird stark benützt. Professor G[r]everus aus Oldenburg bemerkt sehr richtig, wie trefflich es für eine bairische Seele sein muß, daß sein vaterländisches Getränk hier – an der Grenze des Morgenlandes – zu haben ist! Eine Gesellschaft ›Zum grünen Baum‹ (mit Garten, Kegelbahn, steinernen Bierkrügen, Gesang und lautem Gespräche) erinnert an das ferne Ufer der Isar!“

Um 1840 soll das Bier sich in ganz Griechenland durchgesetzt haben. Johann Ludwigs Sohn Karl Johann Fix (Karolos Ioannou Fix) eröffnete 1864 die Brauerei Fix, die bis zur Mitte des 20. Jahrhunderts die einzige große des Landes war. Sie befand sich am Fuß des Lykavittos ebenfalls in Kolonaki und stand in Konkurrenz zu kleinen Brauereien wie Guilelmos (Wilhelm) und importiertem Bier aus Triest und Wien (Schwechat). Die deutschen Bierbrauer (darunter auch Fix) sollen kaum mit der Nachfrage nach Bier nachgekommen sein und „in kurzer Frist wohlhabende Leute geworden sein“. Bier war daher teurer als Wein. Um 1905 wurden 89.000 Hektoliter in elf Brauereien erzeugt.

### Monopol

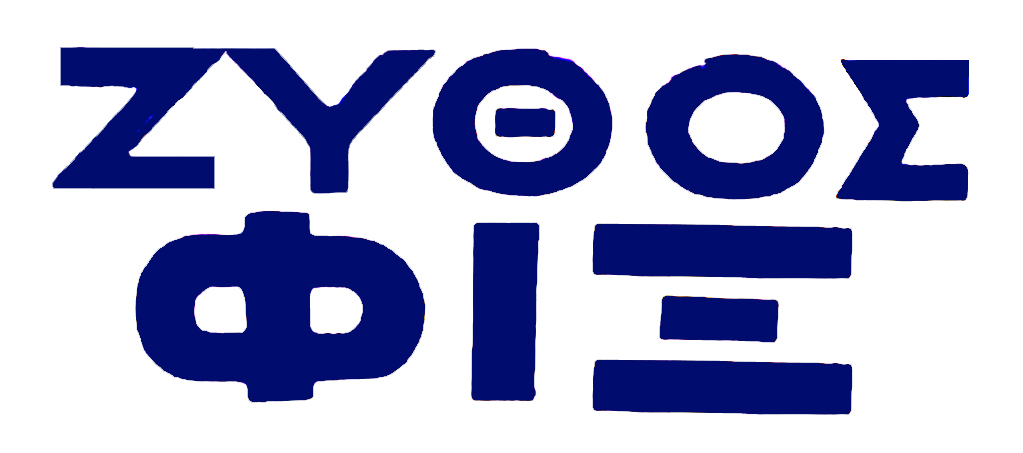
Ab den späten 1920er Jahren wurden blau/weiß kombiniert auch mit der Raute Gestaltungsmerkmale des Erscheinungsbildes

Das Fix-Bier zeichnete sich, anders als das der Brauereien Fischer (Φίσερ), Bachauer (Μπαχάουερ) und Melcher (Μέλχερ), durch eine konstante Qualität aus und hatte sich spätestens seit der ersten Hälfte des 20. Jahrhunderts durchgesetzt. 1925 investierte die Brauerei in eine Kältemaschine mit einer Leistung von 2 bis 6 Mio. BTU der Sulzer AG, die den gesamten Keller kühlte. Bis in die 1950er Jahre war diese einer der leistungsfähigsten Kompressoren überhaupt.
Zuvor wurde nur mit Stangeneis gekühlt, von dem eine durch L.A. Riedinger gebaute Anlage 1000 kg am Tag produzierte. „Das gute und leichte Fix-Bier (birra) ist in jedem Restaurant erhältlich. Es kostet pro Glas 5 Dr., 1 Flasche etwa 18 Dr“, schrieb ein Athen-Reiseführer 1937. Während der Besetzung Athens durch die Nazis versteckten Antonios (Anthony) und Elli Fix in ihrem Haus die Jüdin Yvonne Molho. (2004 wurden sie dafür in die Gerechten unter den Völkern aufgenommen). Zu dieser Zeit hatte die Brauerei auch einen eigenen Ausschank in Patisia, der vornehmlich von Deutschen besucht wurde.
Nach einem Studium der Chemie an der Universität Lausanne und einer zweijährigen Tätigkeit als Chemiker beim griechischen Militär übernahm 1950 Karolos Fix (der Sohn von Antonios Fix) die Leitung des Unternehmens Technischer Direktor war in den 1960er Jahren der Deutsche Dr. Karl Lietz. 1965 wurde an der Syngrou Avenue die neue von Takis Zenetos entworfene Brauerei eröffnet. Die hohen Gewinne aus dem de facto entstandenen Bier-Monopol wurden zum Teil in weitere Getränkefirmen investiert, die ebenfalls eine monopolistische Stellung anstrebten, darunter Tam-Tam (ein Cola-Getränk) und Retsina Plaka (Retsina war damals der beliebteste Tafelwein).
Die Brauerei warb auf Etiketten mit dem Status als Hoflieferant des griechischen Hofes und mit dem Hinweis auf 38 gewonnene Goldmedaillen.

### Niedergang und Konkurs
Die Brauerei wurde in den frühen 1960er Jahren beschuldigt, ihr Quasi-Monopol dazu zu nutzen, gezielt den Markteintritt anderer Brauereien in Griechenland zu verhindern.
Am 15. Juli 1965 wurde von der Regierung der Beschluss gefasst, den Markteintritt ausländischer Brauereien zu erleichtern. Noch im gleichen Jahr nahm Amstel Hellas als Ableger der holländischen Marke Amstel den Betrieb auf.
Nachdem der Verteidigungsminister der griechischen Junta, Garoufalias, in die Familie Fix eingeheiratet hatte, war der Ruf der Firma nachhaltig beschädigt. Der Werbespruch „i bira Fix kani kalo“ (η μπίρα Φιξ κάνει καλό ‚Fix Bier tut gut‘) wurde in „i bira Fix kani kako“ (η μπίρα Φιξ κάνει κακό, etwa ‚Fix Bier handelt schlecht‘) umgedichtet. „Niemand will mehr Junta-Bier trinken“, schrieb 1974 der Spiegel.
1977–1983 lieferten sich die Anteilseigner der Brauerei einen Rechtsstreit, zuerst mit der Stadt Athen und dann mit dem Staat, in dem es um die Bereitstellung von Immobilien und den Umzug der Brauerei ging. So wollte Fix eine Nutzungsänderung des Brauereigebäudes in ein Einkaufszentrum erreichen. Mittlerweile entstanden viele neue Brauereien, meist als Ableger ausländischer Brauereien (u. a. Löwenbräu Hellas, Henninger Hellas, Amstel, Heineken), und Fix verlor enorm Marktanteile. Karolos Fix, Nachfahre des Gründers, und seine Frau Ninetta verlegten ihren Hauptwohnsitz 1982 nach Gstaad, wo zahlreiche griechische Millionäre wohnen. Karolos eröffnete dort im selben Jahr die Fix Asset Management, die heute in 300 Fonds ein Vermögen von 12 Mrd. Euro verwaltet. Ein Jahr später ging die Brauerei Fix in Konkurs. Die Namensrechte gingen an die National Bank of Greece, bei der die Brauerei hoch verschuldet war. Das ehemalige Firmenarchiv befindet sich seitdem im Historical Archive of Macedonia in Thessaloniki.

### Wiederaufleben der Marke Fix

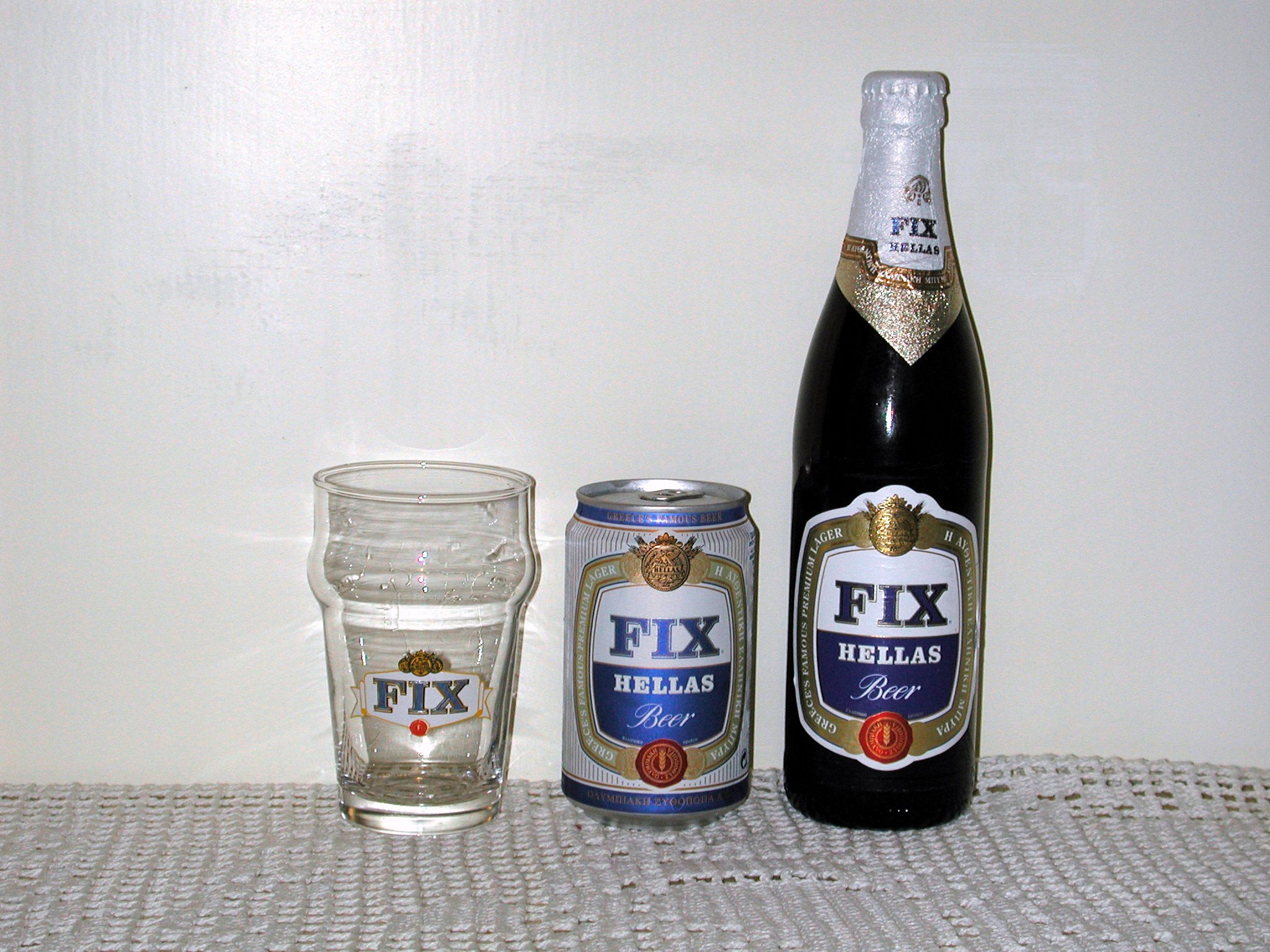
Dose und Flasche bis 2009

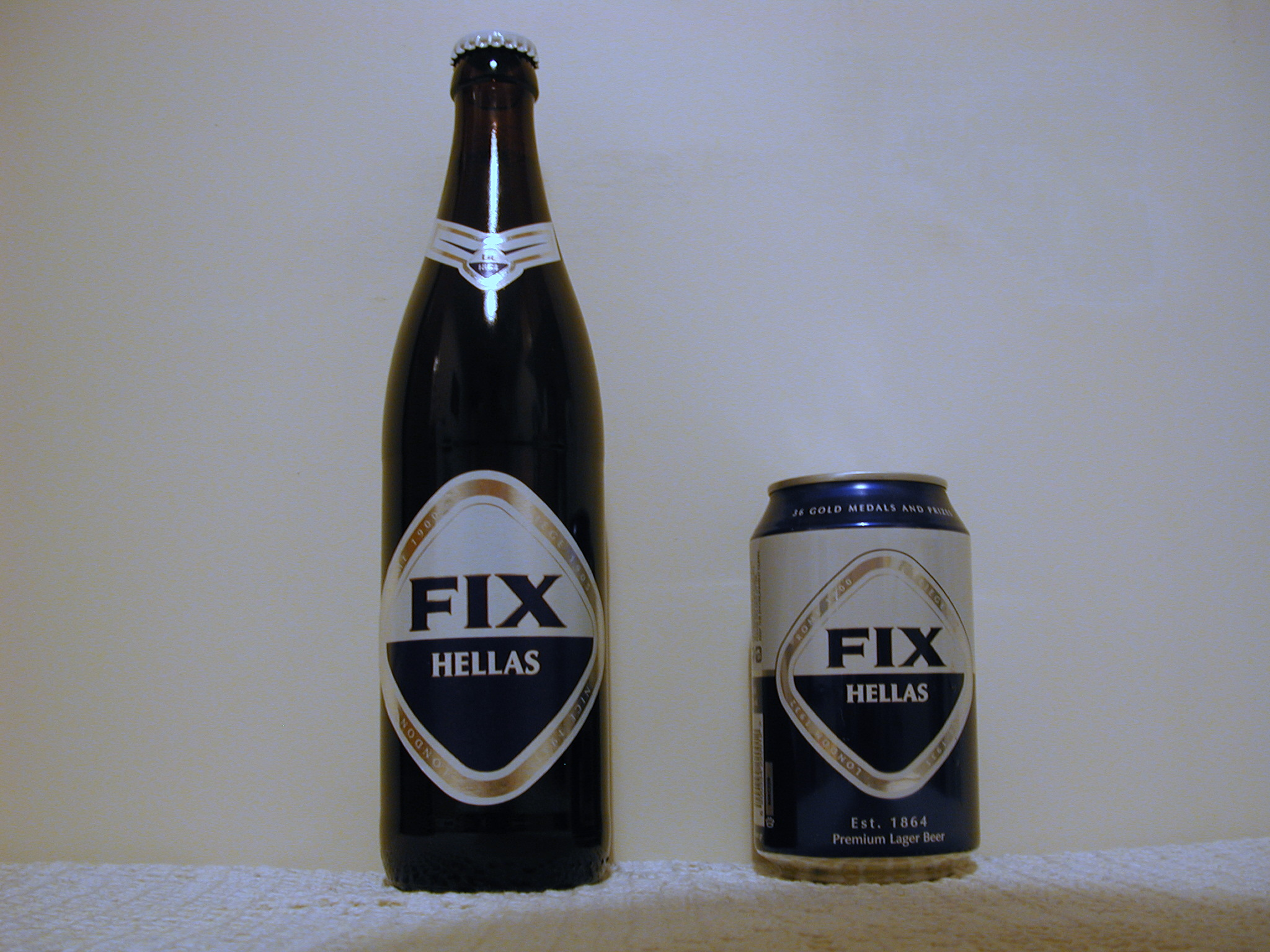
Dose und Flasche seit 2010

Bereits 1985 versuchte John Manolakos von der Firma Greco-Roman Importers aus Florida die Marke wieder aufleben zu lassen und ein Bier mit dem Namen FIX Special bei Carlsberg in Griechenland zu brauen. Das Projekt scheiterte aus unbekannten Gründen. 1995 ließ Aris Zizis die Marke Fix 1864 Special in den USA mit dem Ziel schützen, das Bier bei der Holsten-Brauerei in Deutschland brauen zu lassen und in die USA und Griechenland zu exportieren. Kourtakis hatte in der Zwischenzeit die Markenrechte der alten Brauerei vom Eigner National Bank of Greece für 120 Millionen Drachmen plus 1,5 Prozent des Umsatzes erworben und konnte so den Vertrieb des Plagiats verhindern. Er gründete die Olympische Brauerei (Olymbiaki Zythopiia Ολυμπιακή Ζυθοποιία) und ließ das Bier in den Sorten Lager und Export bei Mythos in Atalanta bei Thessaloniki brauen. Der Erfolg war eher gering. Mittlerweile wurde Fix in den USA und in Kanada autorisiert gebraut. Karolos Fix ließ zwischenzeitlich in Holland ein Bier nach eigener alter Rezeptur und dem Namen Karolos I. Fix brauen, das in Griechenland über die Supermarktkette seines Schwagers Marinopoulos vertrieben wurde. Dies wurde jedoch gerichtlich gestoppt. Die Produktion der Marke Fix wurde 2008 von der Olympischen Brauerei zu den Griechischen Kleinbrauereien (Ellinikes Mikrozythopiies Ελληνικές Μικροζυθοποιίες) verlagert, da der Ausstoß nur noch 1000 Hektoliter betrug. Sklavenitis führte als einzige Supermarktkette das Bier.
2009 wurde die Olympische Brauerei an den bisherigen Minderheitsaktionär Chitos verkauft. Das alte Logo wurde modifiziert wieder eingeführt und eine eigene Brauerei für die Marke in Ritsona auf der Insel Euböa in Betrieb genommen. Dort wird nur noch Lagerbier mit einem Alkoholgehalt von 5 % gebraut. Noch 2009 wurde ein Bierausstoß von 150.000 Hektoliter erreicht. Die Zutaten stammen aus ökologischer Landwirtschaft, wenngleich das Produkt kein Biosiegel trägt. Seit 2010 wird für Fix auch wieder im Fernsehen geworben.
2015 fusionierte die Olympische Brauerei mit der Mythos Brewery. Seither befinden sich beide Brauereien mehrheitlich in Besitz von Carlsberg.

## Ehemalige Standorte

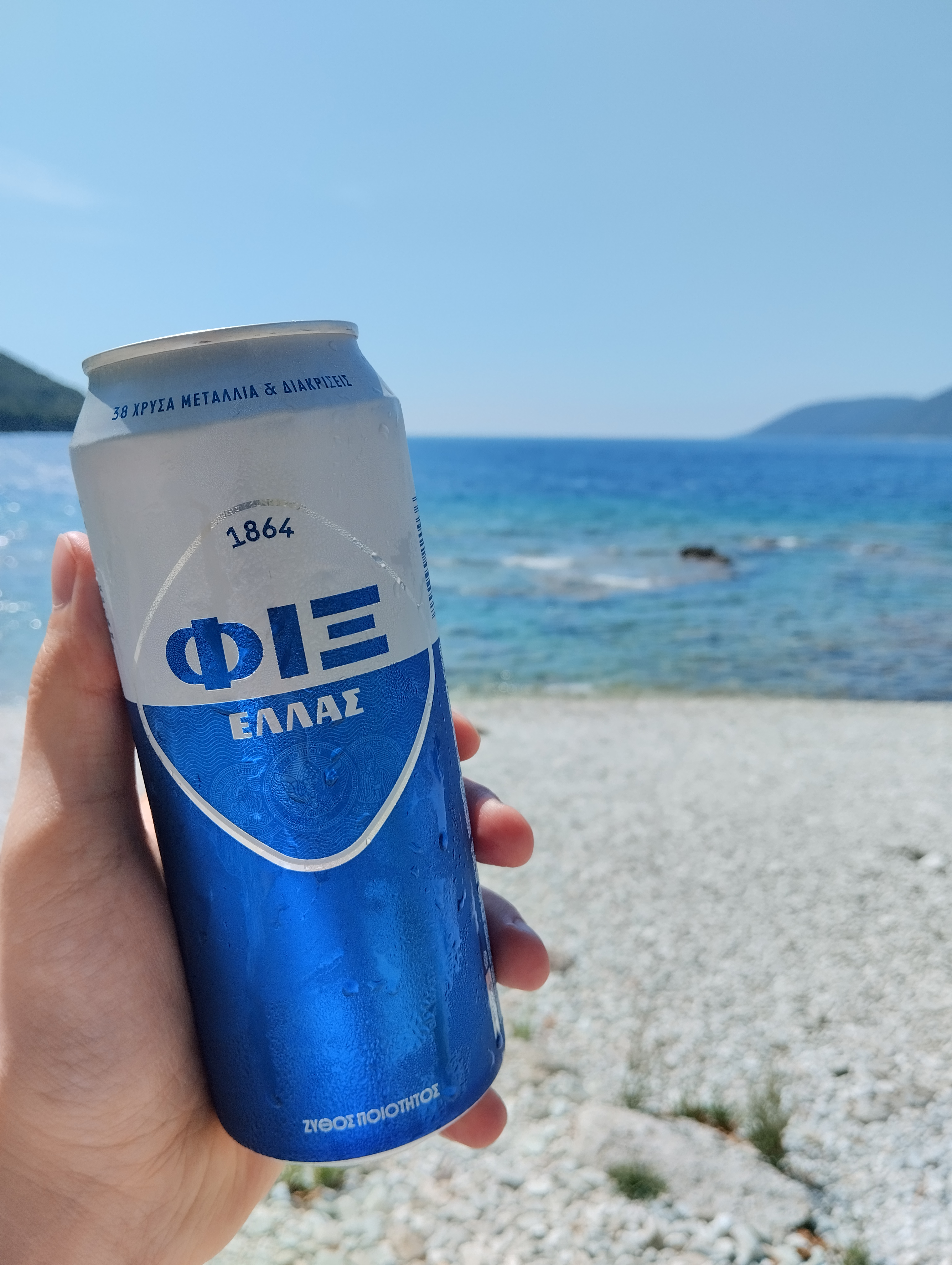
Fix in der Bierdose (Lefkada, 2022)

Die Brauerei hatte verschiedene Standorte, an denen in unterschiedlichen Zeiten Bier gebraut wurde, darunter folgende in Attika: Karneadou/Ecke Irodotou Straße, Timoleontos Str. 7 (heute Ypsilantou), Gragratetta-Feld bis Makrigianni/Kallirois Straße, und zuletzt Syngrou Avenue. Den Orten nach in: Iraklio, Kolonaki und Patissia. Ferner gab es mindestens zwei Standorte in Thessaloniki.

### Die Brauerei an der Syngrou
Die alte Brauerei an der Syngrou Avenue wurde abgerissen und 1965 durch einen Neubau ersetzt. Dieser ist ein Frühwerk von Takis Zenetos, einem ‚Enfant terrible‘ der griechischen Architektur. Trotzdem wurde es wegen seiner Größe zum Symbol einer ignoranten Großindustrie, und die Anwohner forderten bereits 1982 seinen Abriss und die Errichtung eines Parks.
1994 wurde das ehemalige Brauereigebäude an der Syngrou Avenue an den U-Bahn-Betreiber Attiko Metro verkauft, der eine Tiefgarage errichten wollte und darüber einen Park. Zahlreiche Denkmalschützer und Fans des Architekten demonstrierten. Nach Abriss von 40 % des Gebäudes und heftigen Protesten gab der Parkhausinvestor nach und beschränkte sich auf das bereits abgerissene Areal, wo er ein tieferes Gebäude baute. Der Rest wurde für die zukünftige Nutzung als Museum für moderne Kunst gestiftet. Die 2001 direkt am Gebäude eröffnete Station der U-Bahn Athen und eine darüberliegende Straßenbahnhaltestelle tragen den Namen Syngrou-Fix.

### Die Brauerei in Patisia
Im Jahre 1900 errichtete K. Klonaridis einen großen Brauereikomplex an der Kreuzung Patision/Kaftantzoglou im Norden Athens, der 1930 von Fix übernommen wurde und letztlich zur Produktion von Speiseeis genutzt wurde. Der Komplex wurde 2000 unter dem Athener Bürgermeister Dimitris Avramopoulos niedergerissen und das Gelände in einen Park verwandelt. Übrig blieb nur die Villa Klonaridi, Residenz des Erbauers. Gegenüber erinnert heute noch ein Café Fix an den Standort der Brauerei, die Umgebung wurde nach dem Erstbesitzer Klonaridis benannt.

### Thessaloniki
Erhalten ist ein Ensemble in der Nähe des Hafens (Straße des 26. Oktober) aus Backsteingebäuden und -ruinen. Auf dem Gelände befand sich zuvor ein Weingut, 1882 wurde nach deutschen Plänen die Brauerei Misrachi-Fernandez (Μισραχή-Φερνάντεζ) gebaut und firmierte ab 1912 als Brauerei Olymbos (Ζυθοποιείο ΟΛΥΜΠΟΣ) und nach einer Fusion als Olymbos Naoussa. Fix erwarb die Brauerei 1926 und braute an dem Standort bis zum Konkurs 1983. An den Gebäuden befinden sich außen noch sichtbar große Schriftzüge mit der Aufschrift ZYTHOPIIA KAROLOS FIX. Die Gebäude wurden erst illegal besetzt und für Kulturveranstaltungen und Events genutzt und danach regulär angemietet. Anträge auf Denkmalschutz wurden mehrmals verzögert, teilweise durch die Besitzer des Geländes angefochten. Seit 2004 steht das Gelände unwiderruflich unter Denkmalschutz. Eine Restaurierung bleibt ungewiss.

## Trivia
- 1904 entstand die Brauerei Fix & Cie in Niedermendig.[40] Ein Bezug zur Athener Brauerei ist nicht belegt.
- Der spätere Komponist Manos Hadjidakis war in seiner Jugend als Arbeiter bei Fix tätig.[41]
- Zwischen Mühldorf am Inn (der Heimatstadt des Gründers der Brauerei) und Iraklio, dem späteren Sitz der Brauerei, entstand eine Städtepartnerschaft.[42]
- In Palio Faliro gibt es eine Ioannou-Fix-Straße, benannt nach Johann Ludwig Fix.

## Bier in Griechenland
Der Markt wird von drei großen Brauereien bestimmt, Athenian Brewery mit den Marken Heineken und Amstel kommt auf 70 %, gefolgt von Carlsberg A/S mit den Marken Mythos, Henninger, Foster’s und Guinness. Erst an dritter Stelle folgt die Olympian Brewery, zu der die Marke Fix gehört. 95 % des konsumierten Biers wird in Griechenland gebraut.
Generell liegt der Bierkonsum in Mittelmeerländern weit unter dem europäischen Durchschnitt. Auch Griechenland ist keine Ausnahme, rangierte 1995 jedoch vor Italien und Frankreich. Zwischen 1996 und 2004 stieg der Bierkonsum um 20 %, wobei Bier in Griechenland eher ein Saisongetränk ist, 60 % der verkauften Flaschen werden zwischen Mai und September verkauft. Der Bierkonsum ist in Griechenland stark wetterabhängig. Generell wird dort mehr Bier als Wein getrunken.